# رودی گوتندورف
رودی گوتندورف (انگلیسی: Rudi Gutendorf; زاده ۳۰ اوت ۱۹۲۶ – درگذشته ۱۳ سپتامبر ۲۰۱۹) بازیکن فوتبال اهل آلمان بود. وی مشهور به مدیریت بیشترین تعداد تیم های ملی - در کل ۱۸ تیم به اضافه تیم ملی فوتبال امید ایران در ۱۹۸۸ و تیم ملی فوتبال زیر ۲۳ سال چین در ۱۹۹۲.
گوتندورف دارنده‌ی رکورد گینس برای مربیگری ۵۵ تیم در ۳۲ کشور در ۵ قاره می‌باشد.